# Gare de Cugand
La gare de Cugand est une gare ferroviaire française de la ligne de Clisson à Cholet, située sur le territoire de la commune de Cugand, dans le département de la Vendée, en région Pays de la Loire. 
C'est aujourd'hui une halte ferroviaire de la Société nationale des chemins de fer français (SNCF) desservie par des trains express régionaux du réseau TER Pays de la Loire, circulant entre les gares de Nantes et Cholet, via Clisson.

## Situation ferroviaire
Établie à 51 mètres d'altitude, la gare de Cugand est située au point kilométrique (PK) 4,042 de la ligne de Clisson à Cholet, entre les gares de Clisson et de Boussay - La Bruffière.

## Histoire
La halte a accueilli 11 185 voyageurs en 2017, après 8 527 voyageurs en 2016.

## Service des voyageurs

### Accueil
Halte SNCF, c'est un point d'arrêt non géré (PANG) à entrée libre.

### Desserte
Cugand est desservie par des trains TER Pays de la Loire circulant entre les gares Nantes et Cholet, via Clisson.

### Intermodalité
Un parc pour les vélos et un parking pour les véhicules y sont aménagés.

## Projet
Dans le cadre de la modernisation de l'axe ferroviaire Clisson - Cholet, cette halte va bénéficier d'une rénovation en 2019 et d'une augmentation de service d'ici 2021,,,.